# つづら折り

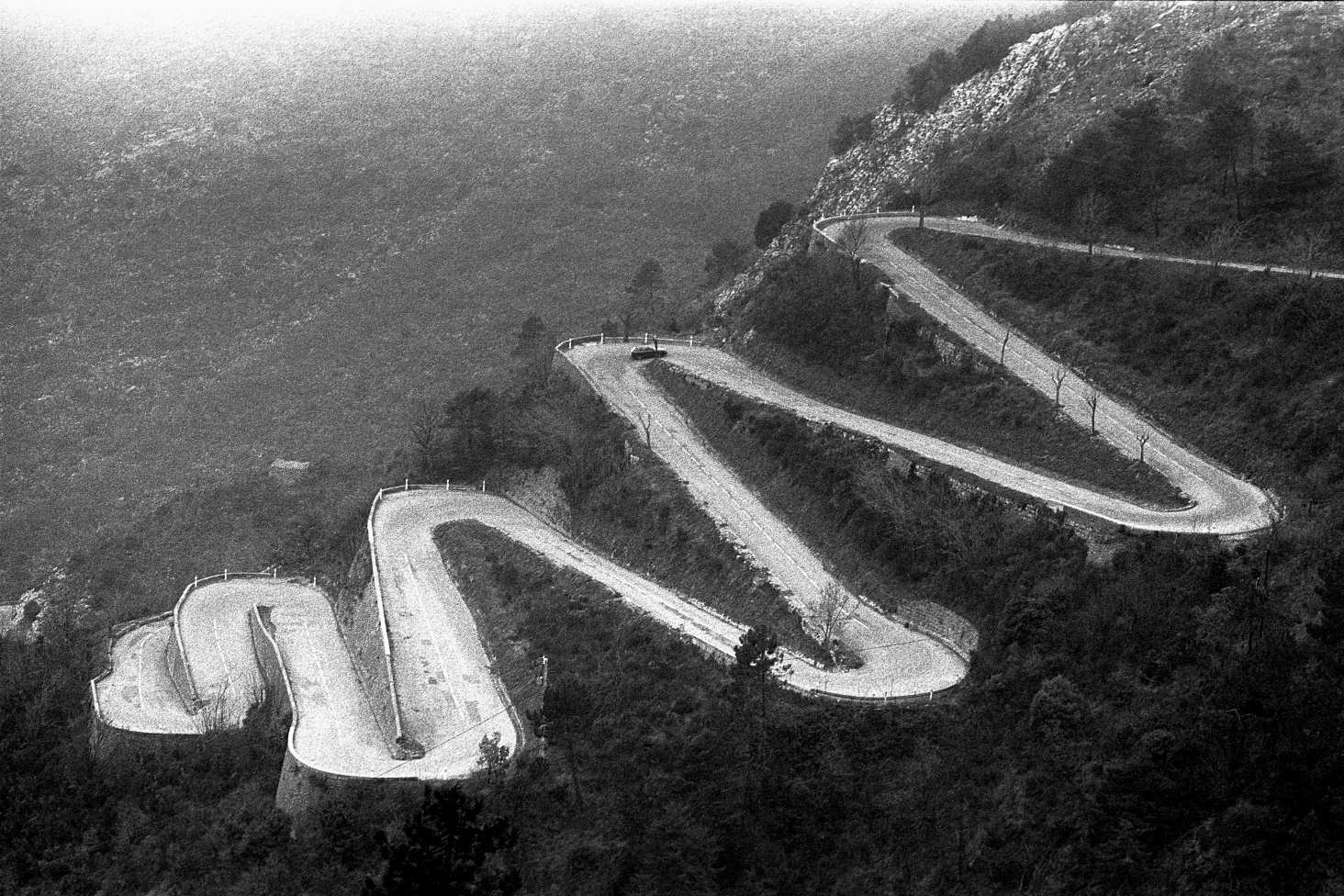
つづら折りの山道（フランス）

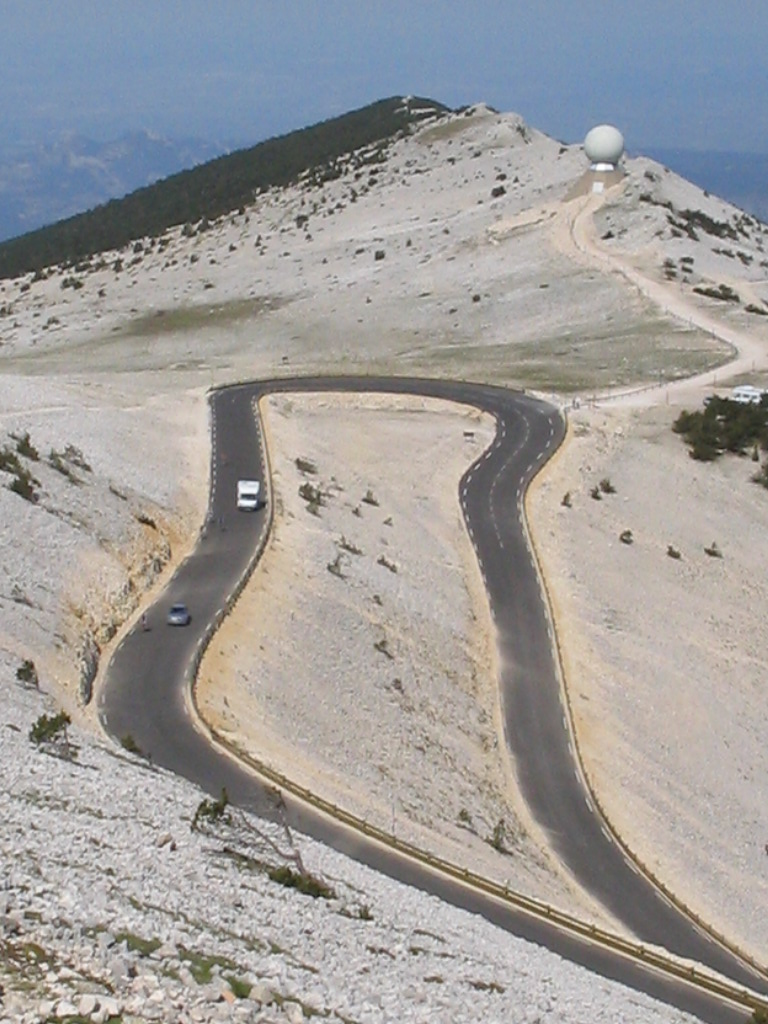
フランス モン・ヴァントゥにあるヘアピンカーブ

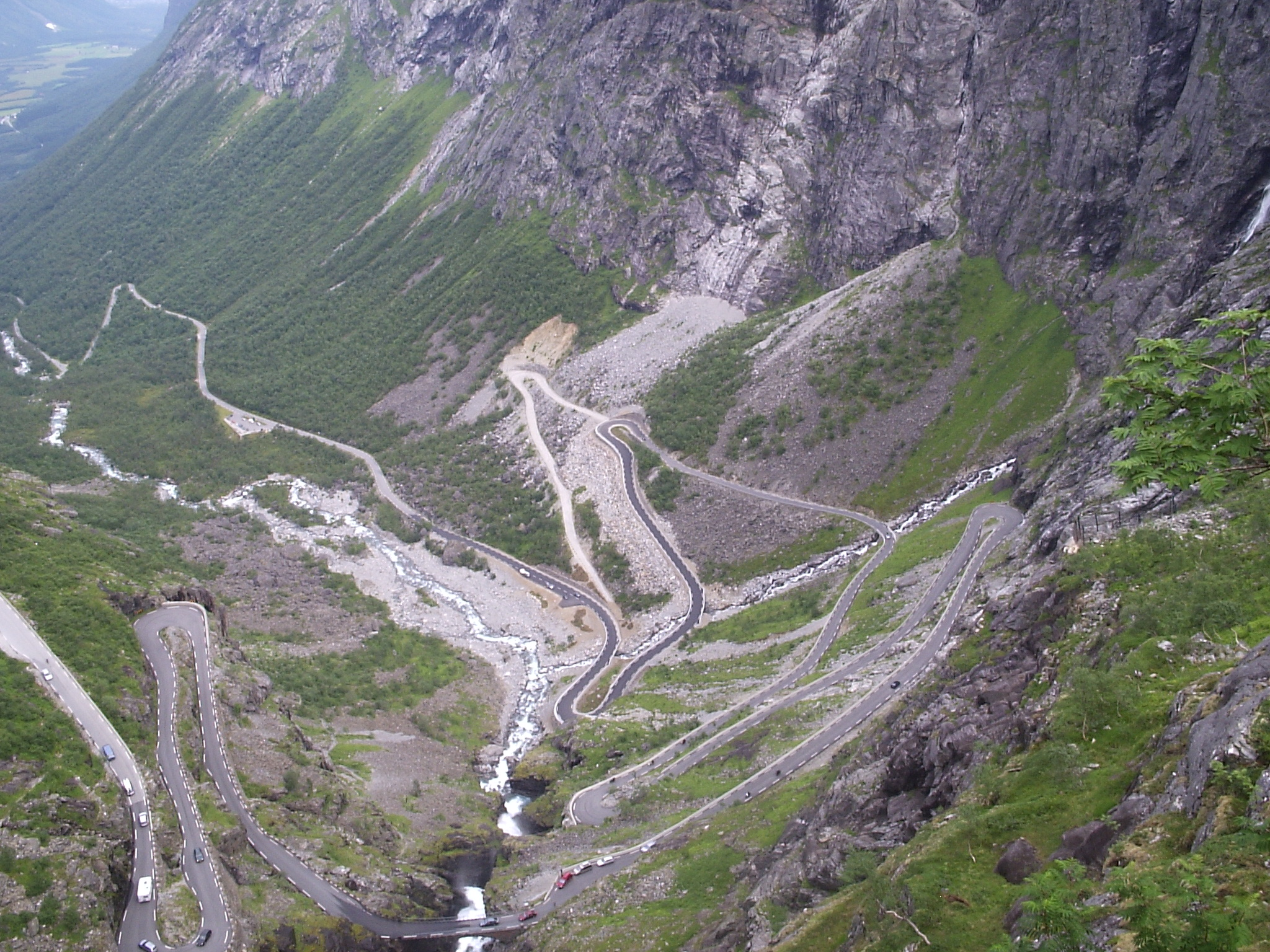
ノルウェー、トロルスティーゲンのつづら折り

つづら折り（つづらおり）、又はつづら折れ（つづらおれ）とは、幾重にも曲がりくねって続く坂道を表す。「九十九折（り）」「葛折（り）」とも書く。類義語に七曲り、羊腸（ようちょう）などがある。
道路の平面形状を予告する日本の交通標識の一つとして、「右（又は左）つづら折りあり」があり、これは連続する屈折屈曲部の手前に設置するものとされている。
折り返し急カーブは、英語ではhairpin turn、hairpin corner（カタカナ語ではヘアピンカーブ）と呼ばれ、つづら折りの形を取る道路はその複数形でhairpin turnsあるいはwinding roadなどと表現される。また、アメリカ英語においては、急勾配を登る鉄路に由来するswitchbacks（スイッチバック）も同様に用いられる。

## 概要
登山道や峠・段丘越えの坂道では、最短距離（すなわち山裾と頂上を結ぶ直線上）に経路を設定すると急勾配になり過ぎ、多大な体力を消耗し場合によっては登れなかったり、転倒・転落の危険が増すなど、通行に支障を生じる場合がある。こうした不都合を解消するため、進行方向に対して敢えて斜めあるいは横向きに近い方向へ蛇行を入れ、個々の登坂の標高差を小さくすることで、傾斜の緩和が図られている。このようなつづら折りでは、直線経路よりも総合距離はかなり伸びてしまうが、道の険しさはゆるやかになり、全体として通行の利便性は向上する。
また、山地を抜ける道路でも、斜面の勾配が通過する自動車の動力性能を上回ってしまい、かつ、山岳を貫くトンネルや谷を越える橋の設置が技術面やコスト面で困難な場合に、つづら折りの道路が建設される。ただ、自動車では下り坂でスピードがつくと、急角度の折り返しを曲がりきれずに事故を起こしやすくなる危険性がある。逆に、そうした運転技量を要する急カーブの連続する区間が多いことから、1980年代から2000年代初頭にかけての日本国内においては自らの技術を誇示する違法競走型暴走族（ローリング族やドリフト族など）がこういったエリアに出没しやすい傾向にあった（近年では法整備や対策も進み、減少傾向にある）。近年は自動車の動力性能が向上されたこともあって道路勾配を多少急にしても自動車の走行が可能になりつつあることや、長大トンネルを掘削する技術などが向上したことから、高架橋、トンネルの建設による線形の改修が行われて解消が進んでいる。

## 語源
「つづら折り」の語源は諸説があり、
- 葛籠の元々の原料であるツヅラフジのつるが複雑に曲がりくねっていることにたとえたもの
- 熊野古道の一つであるツヅラト峠越えの古道に折り返しのカーブが多かったことから
- 鼓の皮を止める糸が鋭角な切り返しで右左となっている様子に似ていることから

などがある。